# Pedro Leão Portocarro
Pedro Leão Portocarro (* vermutlich 1576 in Vinhais, Portugal; † nach 1619) war ein portugiesischer Autor und Reisender. Er ist Verfasser eines bedeutenden Buches über Peru im frühen 17. Jahrhundert.

## Leben
Portocarro war vermutlich jüdischer Abstammung und wurde vermutlich 1576 im nordportugiesischen Vinhais geboren. Seine Eltern Cristóvão Peres de Leão und Antónia Mendes gerieten beide ins Visier der Inquisition und durchliefen 1600 einen Prozess in Coimbra.
Portocarro hielt sich 15 Jahre in Peru auf, wo er seine umfassenden Beobachtungen von Landschaft, Ortschaften, Natur und Gesellschaft festhielt.
1617 kehrte Portocarro aus Peru mit der Terra Firme-Flotte zurück nach Europa. In Sevilla angekommen, wurde ihm dort von der Spanischen Inquisition ein Prozess gemacht, der mit seiner Inhaftierung endete. 1619 kam er wieder frei und arbeitete danach an seinen Aufzeichnungen, die er in Buchform brachte. Danach verlieren sich seine Spuren.

## Werk
Portocarros Buch erschien 1620 unter dem Titel Descrición General del Piru, em Particular de Lima (dt.: Allgemeine Beschreibung von Peru, insbesondere von Lima) bzw. Discriçión General del Piru und ist in Kastilisch, jedoch mit zahlreichen Portugalismen geschrieben.
Die Descrición ist gekennzeichnet durch eine beobachtend-distanzierte Sichtweise und eine utilitaristische Leser-Ausrichtung.
Das Buch stellt eine der bedeutendsten Quelle über Geografie, Ökonomie, Gesellschaft und Mentalität im Peru des frühen 17. Jahrhunderts dar. Erstmals nahm der peruanische Historiker Riva-Agüero (1885–1944) Bezug auf die Descrición. Die relevanteste Studie, insbesondere zur Autorenschaft des bis dahin unbekannten Autors, stammt vom peruanischen Historiker Guillermo Lohmann Villena (1915–2005) aus dem Jahr 1970.
Das Original-Manuskript befindet sich in der Nationalbibliothek in Paris.